# Sveriges oberoende apoteksaktörers förening
Sveriges Oberoende Apoteksaktörers Förening (SOAF) är en branschorganisation för enskilt driva apotek i Sverige.
Medlemmarna består av apoteksentreprenörer som inte är anslutna till någon av de stora apotekskedjorna. SOAF är också medlem i apotekens branschorganisation Sveriges Apoteksförening.